# Kristján Flóki Finnbogason
Kristján Flóki Finnbogason, född 12 januari 1995, är en isländsk fotbollsspelare som spelar för Start.

## Klubbkarriär
Den 1 augusti 2018 lånades Finnbogason ut till IF Brommapojkarna. Finnbogason debuterade och gjorde sitt första mål den 4 augusti 2018 i en 2–1-vinst över Dalkurd FF, där han blev inbytt i den 62:a minuten mot Alexander Nilsson.

## Landslagskarriär
Finnbogason debuterade för Islands landslag den 9 februari 2017 i en 1–0-förlust mot Mexiko.